# Heleen Van Haegenborgh
Heleen Van Haegenborgh (28 mei 1980) is een Belgische componist, pianist en performer.   

## Opleiding
Van Haegenborgh studeerde af als pianiste aan het Koninklijk Conservatorium Gent in 2004. Ze was student van Claude Coppens en Daan Vandewalle.
In 2020 behaalde ze een master Compositie (muziek) aan het Koninklijk Conservatorium Brussel bij Peter Swinnen.

## Carrière
Van Haegenborgh startte haar carrière als pianist gespecialiseerd in hedendaagse muziek met een bijzondere interesse voor de binnenkant van de piano en extended techniques. Daarbij maakt ze vooral gebruik van de techniek waarbij nylondraden tussen de pianosnaren worden gevlochten. Deze inside piano klank zorgt ervoor dat de tonen lang kunnen  doorklinken zonder dat er een hoorbare aanzet is en de klankkleur kan gemanipuleerd worden zoals bij een strijkinstrument.   
Sinds 2016 is ze hoofdzakelijk werkzaam als componist, actief binnen hedendaagse klassieke muziek, experimentele muziek, jazz, oude muziek, elektronisch muziek en theater. Van Haegenborgh heeft consequent samengewerkt met kunstenaars op verschillende gebieden, waaronder beeldende kunst en diverse muzikale genres. Improvisatie helpt haar om verbinding te maken met andere disciplines, als middel voor interdisciplinaire communicatie.
Haar vermogen om unieke en innovatieve composities te creëren wordt geïllustreerd door projecten zoals haar plaat voor misthoorns en piano uit 2013, die de aandacht trok vanwege de onconventionele soundscapes en de situ live ervaring. De Britse muziekjournalist Clive Bell prees haar werk in een recensie van Squaring the Circle in 2023 en benadrukte haar "aanhoudende vermogen om intriges uit te lokken en grenzen te verleggen in haar composities".
Ze bracht platen uit bij Entr'acte, W.E.R.F. Records, El Negocito Records en het Balanseer. Sinds 2024 is ze lid van Donemus Publishing, een Nederlandse muziekuitgeverij die al haar werk uitgeeft. 
Door haar kenmerkende samenwerkingen en interdisciplinaire aanpak wordt ze gezien als een muzikante die de verschillende muzikale circuits van hedendaagse klassieke muziek, vrije impro en experimentele underground verbindt.
Ze werkte samen met een hele reeks muzikanten en kunstenaars waaronder: Christian Mendoza, Esther Venrooy, Nordic Affect, Musarc Choir, Zwerm electric guitar quartet, Benjamin Glorieux, Frederik Leroux, Geert Belpaeme, Johan Dewilde,Thomas Vertraete, Wu Fei, Gudrun Oskarsdottir, Seppe Gebruers, Sofie Van den Eynde, Geert Vanoorlée, Benjamin Abel Meirhaeghe, Tsubasa Hori, Tom De Cock, Spectra Ensemble, Aya Suzuki, Elisabeth Klinck, Kristof Roseeuw, Thomas Smetryns, Erdem Helvagioglu, Jez Riley French, Lieselot De Wilde, Jasper Rigole, Nu-architecten, Dennis Tyfus, Köhn/Jürgen De Blonde, Mary Jane Leach, Kristien Ceuppens, Inge Spinette, Reinhoud Van Mechelen, Lucas Messler, Anita Cappuccinelli, Tomma Wessel, Femke Gyselinck, Katrien Vermeire, Lulu Cuyvers, Lander Gyselinck, Robbrecht Desmet, The Germans, Charlotte en Reinhard. 
Van Haegenborgh componeert voor verschillende bezettingen en verbindt in haar composities hedendaagse klassieke muziek, elektronica, improvisatie en experimentele elementen.

## Werken
- 2008: Mock Interiors, cd in samenwerking met geluidskunstenares Esther Venrooy
- 2009: Cinema Invisible, cd in samenwerking met kunstenaar Jasper Rigole, Kristof Roseeuw, Lander Gyselinck en Jürgen De Blonde
- 2013: Signaux, cd en dvd met muziek voor piano en 23 misthoorns. Video: Robbrecht Desmet
- 2017: Copper, vinyl piano 4-mains met jazzpianist Christian Mendoza
- 2017: Luistermaquette Concertgebouw Brugge. Compositie voor piano en klavecimbel  In samenwerking met Nu-architecten
- 2017: First, muziek voor een theaterstuk van Geert Belpaeme
- 2017: Kaaistraat, cassette in samenwerking met gitarist Frederik Leroux
- 2017: Index for amplified harpsichord and string trio Geschreven voor het historische muziekensemble Nordic Affect
- 2018: Dectet for Robots, compositie voor 50 jaar Logos
- 2019: Material Affordance, voor gemengd koor. Geschreven voor Musarc Choir
- 2020: Folklore for Strings and Keys, composities voor piano en klavecimbel  In samenwerking met beeldend kunstenaar Geert Vanoorlé. Geschreven voor Gudrun Oskarsdottir
- 2021: Lamento di Nadima 1-7 voor viola da gamba, traverso, barokviool, barokcello, blokfluit en percussie. Opgelegd werk melodie instrumenten MA Competitie 2021
- 2021: Phoenix, muziek bij een performance van Benjamin Abel Meirhaeghe
- 2021: Note on Feureklavier voor Spectra ensemble
- 2021: Squaring the Circle, cd met muziek voor 4 slagwerkers en electronika. In samenwerking met Kunstenaar Johan Dewilde
- 2022: Curtains, compositie voor 4 elektrische gitaren en electronika. Geschreven voor Zwerm electric guitar quartet
- 2022: Window, studie voor blokfluit en elektronica. Geschreven voor Tomma Wessel
- 2023: But in the Wine Presses, trio voor tenor, oboe d'amore en piano. Geschreven voor Kristien Ceuppens, Reinhoud Van Mechelen en Inge Spinette
- 2023: Punto in Aria, compositie voor mezzosopraan, slagwerk en luit/theorbe. Geschreven voor Imago Mundi
- 2024: High Carbon, muziek voor piano en elektronica. In samenwerking met beeldend kunstenares Lulu Cuyvers
- 2024: Hidden Affordance, voor gemengd koor. Geschreven voor Musarc Choir
- 2024: Crystal not Crystal, compositie voor cello, Val Saint-Lambert objecten en elektronica. Geschreven voor Benjamin Glorieux